# 皱叶沟瓣
皱叶沟瓣（学名：Glyptopetalum rhytidophyllum）是卫矛科沟瓣属的植物，是中国的特有植物。分布于中国大陆的广西、云南等地，生长于海拔600米至900米的地区，一般生于山地密林下或林边，目前尚未由人工引种栽培。

## 异名
- Euonymus rhytidophylla Chun et How